# فرانکو اماتوری
فرانکو آماتوری (انگلیسی: Franco Amatori؛ زادهٔ ۸ دسامبر ۱۹۴۸) تاریخ‌نگار اهل ایتالیا است.
وی همچنین برندهٔ جوایزی همچون برنامه فولبرایت شده‌است.